# Allard K. Lowenstein
Allard Kenneth Lowenstein (ur. 16 stycznia 1929 w Newark, zm. 14 marca 1980 w Nowym Jorku) – amerykański polityk, członek Partii Demokratycznej.

## Działalność polityczna
W okresie od 3 stycznia 1969 do 3 stycznia 1971 przez jedną kadencję był przedstawicielem 5. okręgu wyborczego w stanie Nowy Jork w Izbie Reprezentantów Stanów Zjednoczonych.